# Edmonton Indy
Das Edmonton Indy war ein Automobilrennen auf dem Edmonton City Centre Airport in Edmonton, Alberta, Kanada. Es gehörte seit 2005 zur höchsten Kategorie im American Championship Car Racing und fand jährlich statt. Von 2008 bis zu dessen letzten Austragung 2012 war es Bestandteil des Rennkalenders der IndyCar Series.

## Geschichte
Die Veranstaltung auf dem Edmonton City Centre Airport wurde unter dem Namen West Edmonton Mall Grand Prix of Edmonton 2005 in den Rennkalender der Champ Car World Series aufgenommen. Mit wechselnden Namen blieb er bis zum Ende dieser Serie 2007 in deren Rennkalender. Seit 2008 trug die IndyCar Series diese Veranstaltung aus.
2011 wurde das Layout der Rennstrecke verändert und ein anderer Teil des Flughafens benutzt.

Streckenvariante von 2005 bis 2010
Streckenvariante seit 2011

## Namen der Rennen
- 2005: West Edmonton Mall Grand Prix
- 2006: West Edmonton Mall Grand Prix Presented by The Brick
- 2007: Rexall Grand Prix of Edmonton
- 2008–2009: Rexall Edmonton Indy
- 2010: Honda Indy Edmonton
- 2011, 2012: Edmonton Indy

## Ergebnisse
| Auflage | Jahr | Serie          | Sieger                                  | Zweiter                                 | Dritter                                 | Pole-Position                           | Schnellste Runde                        |
| ------- | ---- | -------------- | --------------------------------------- | --------------------------------------- | --------------------------------------- | --------------------------------------- | --------------------------------------- |
| 1       | 2005 | Champ Car      | Sébastien Bourdais (Lola-Ford-Cosworth) | Oriol Servià (Lola-Ford-Cosworth)       | Paul Tracy (Lola-Ford-Cosworth)         | A. J. Allmendinger (Lola-Ford-Cosworth) | A. J. Allmendinger (Lola-Ford-Cosworth) |
| 2       | 2006 | Champ Car      | Justin Wilson (Lola-Ford-Cosworth)      | Sébastien Bourdais (Lola-Ford-Cosworth) | A. J. Allmendinger (Lola-Ford-Cosworth) | Sébastien Bourdais (Lola-Ford-Cosworth) | Justin Wilson (Lola-Ford-Cosworth)      |
| 3       | 2007 | Champ Car      | Sébastien Bourdais (Panoz-Cosworth)     | Justin Wilson (Panoz-Cosworth)          | Graham Rahal (Panoz-Cosworth)           | Will Power (Panoz-Cosworth)             | Sébastien Bourdais (Panoz-Cosworth)     |
| 4       | 2008 | IndyCar Series | Scott Dixon (Dallara-Honda)             | Hélio Castroneves (Dallara-Honda)       | Justin Wilson (Dallara-Honda)           | Ryan Briscoe (Dallara-Honda)            | Will Power (Dallara-Honda)              |
| 5       | 2009 | IndyCar Series | Will Power (Dallara-Honda)              | Hélio Castroneves (Dallara-Honda)       | Scott Dixon (Dallara-Honda)             | Will Power (Dallara-Honda)              | Mike Conway (Dallara-Honda)             |
| 6       | 2010 | IndyCar Series | Scott Dixon (Dallara-Honda)             | Will Power (Dallara-Honda)              | Dario Franchitti (Dallara-Honda)        | Will Power (Dallara-Honda)              | Scott Dixon (Dallara-Honda)             |
| 7       | 2011 | IndyCar Series | Will Power (Dallara-Honda)              | Hélio Castroneves (Dallara-Honda)       | Dario Franchitti (Dallara-Honda)        | Takuma Satō (Dallara-Honda)             | Sébastien Bourdais (Dallara-Honda)      |
| 8       | 2012 | IndyCar Series | Hélio Castroneves (Dallara-Chevrolet)   | Takuma Satō (Dallara-Honda)             | Will Power (Dallara-Chevrolet)          | Ryan Hunter-Reay (Dallara-Chevrolet)    | Josef Newgarden (Dallara-Honda)         |